# Cementiri Municipal de Mayagüez
El Cementeri Municipal de Mayagüez, també conegut com a Cementeri Viejo, va ser construït el 1876 a Mayagüez, Puerto Rico. Va ser dissenyat per l'arquitecte municipal català Félix Vidal d'Ors seguint el pla mestre per la ciutat de 1804. Els afores del cementiri són definits per parets de maó i nínxols i l'àrea és dividida per dos carrers que s'encreuen. Segons una llei de 1872 el cementiri proporcionava a la zona est àrees separades per a no catòlics i pels pobres. Va ser inclòs al Registre Nacional de Llocs Històrics el 1988. La llista inclou dos edificis, un lloc, i cinc estructures. És un dels més elegants i dels mes acuradament dissenyats en l'illa.

## Enterrats coneguts
- Alicia Moreda, comediant/d'actriu[4]
- Juan Mari Bras, fundador del Movimiento Pro Independencia i el modern Partit Socialista porto-riqueny[4]
- María Luisa Arcelay, educadora, empresària i polític[4]
- Mon Rivera Músic
- Juancho Bascarán, alcalde de Las Marias, va lluitar en la Guerra americana espanyola[4]
- Mariano Riera Palmer, alcalde de Mayagüez[4]